# Zeng Cheng
Dans ce nom chinois, le nom de famille, Zeng, précède le nom personnel.
Zeng Cheng, né le 8 janvier 1987 à Wuhan en Chine, est un footballeur international chinois. Il joue actuellement dans le championnat chinois du Guangzhou Evergrande ainsi que dans l'équipe nationale chinoise.

## Biographie

### Carrière en club
Il participe à la Coupe du monde des clubs de la FIFA 2013 avec le club du Guangzhou Evergrande, jouant deux matches : contre Al-Ahly Le Caire et le Bayern Munich. Son équipe termine à la quatrième place.

### Carrière en équipe nationale
Zeng Cheng est convoqué pour la première fois en sélection par le sélectionneur national Gao Hongbo le 1er juin 2009 lors d'un match contre l'Iran (victoire 1-0).
Il dispute deux coupes d'Asie : en 2011 et en 2015. Il joue un match lors de l'édition 2011 face au Qatar.
Il participe également à une Coupe d'Asie de l'Est en 2010. Il joue enfin un match comptant pour les éliminatoires de la Coupe du monde 2014.
Au total il compte 31 sélections en équipe de Chine depuis 2009.

## Palmarès

### En club
- Avec le Guangzhou Evergrande
  - Vainqueur de la Ligue des champions de l'AFC en 2013 et 2015
  - Champion de Super League en 2013, 2014, 2015,  2016 et 2017

### En sélection
- Vainqueur de la Coupe d'Asie de l'Est en 2010